# Kodeks Dehesa
Kodeks Dehesa – manuskrypt mistecki pochodzący z XVII wieku, zaliczany do dokumentów sądowych dotyczących transakcji ziem.
Kodeks Dehesa jest dokumentem wykonanym w formie harmonijkowej o wymiarach 17,5 × 498 cm. Jego powstanie datuje się na XVII wiek. Został „odkryty” w Puebla na posesji prawnika Manuela Cardoso, który znalazł go pośród starych sądowych dokumentów około 1863 roku. Kodeks Dehesa jest zapisem transakcji ziemi pomiędzy wschodnim Suchitepec a majątkiem Villagomez. W wieku XVI ziemie Doliny Paxaca zostały przekazane Hernardowi Cortésowi.
Najciekawsza część manuskryptu dotyczy krótkiej historii plemienia Totonaków i ich pomniejszych szczepów. Tekst opowiada o wyprawie Nonoalków z miasta Zongolica do Doliny Paxaca, odwiedzając po drodze starożytne miasta Cocolapa, Coscomatepec, Tepeyehualco, Chiconquiaco i powrót przez Apazapan do Zongolíca. Jest to jedna z nielicznych wzmianek na temat Indian Totonaków w zachowanych do dzisiaj dokumentów z tego okresu.